# Katedra św. Jana w ’s-Hertogenbosch
Katedra św. Jana w ’s-Hertogenbosch (niderl. Sint-Janskathedraal, 's-Hertogenbosch lub: Kathedrale Basiliek van Sint-Jan Evangelist) – główna świątynia rzymskokatolickiej diecezji ’s-Hertogenbosch w Holandii. Świątynia pochodzi z około 1220. Pierwotnie była to budowla romańska, w późniejszych latach została przebudowana w stylu gotyckim. Od 1558 jest siedzibą diecezji.

## Galeria obrazów

Katedra św. Jana w ’s-Hertogenbosch
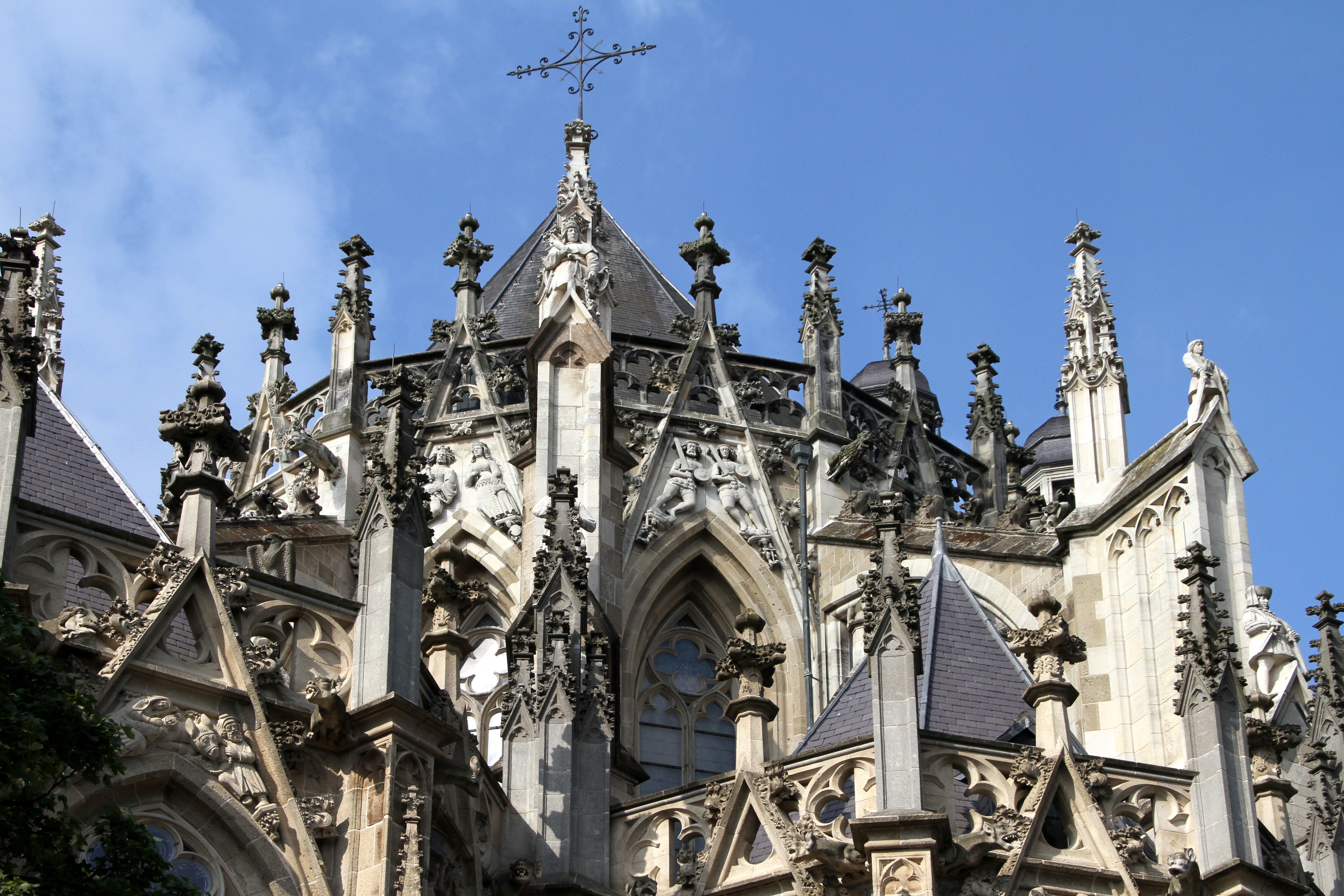
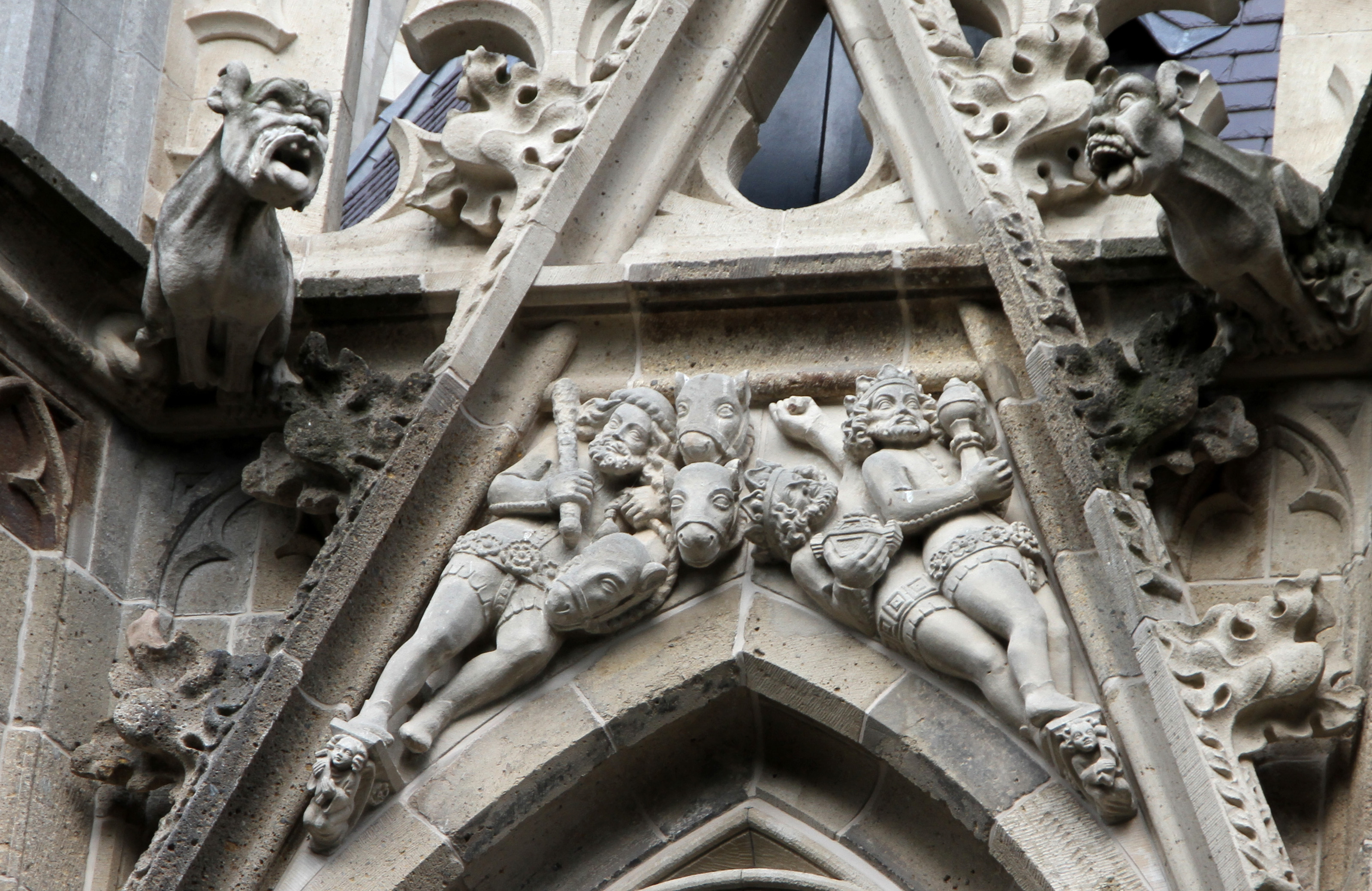
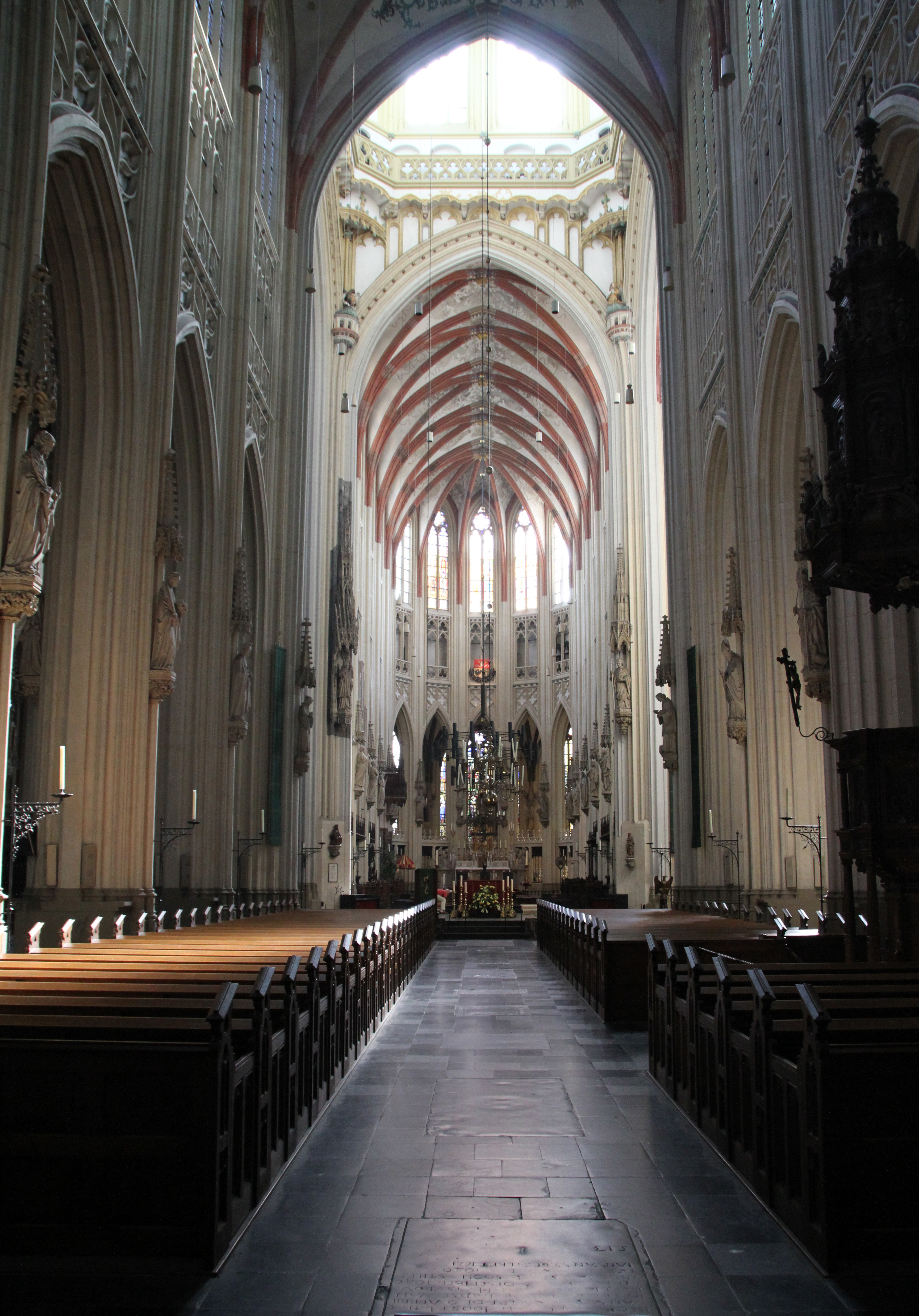
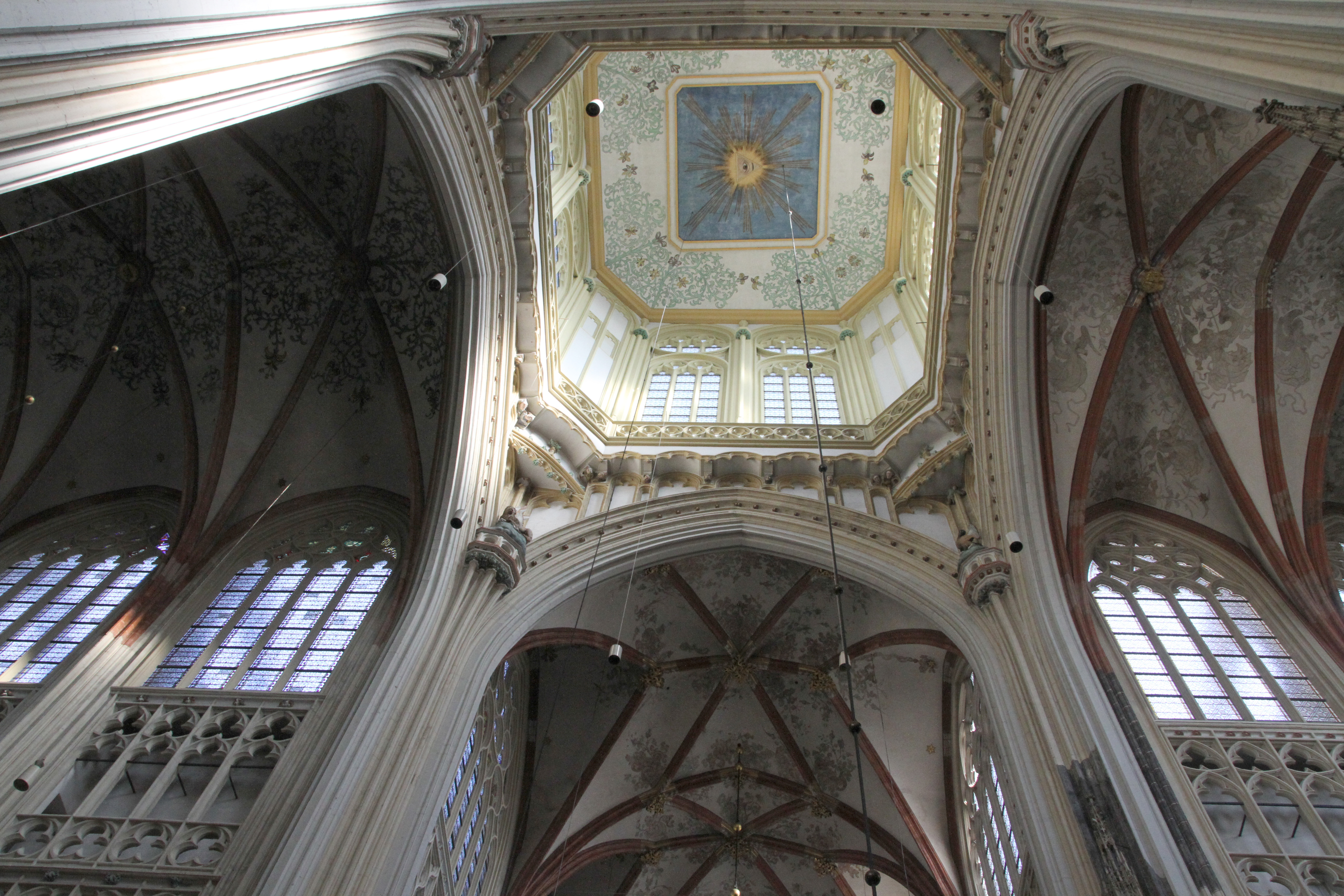
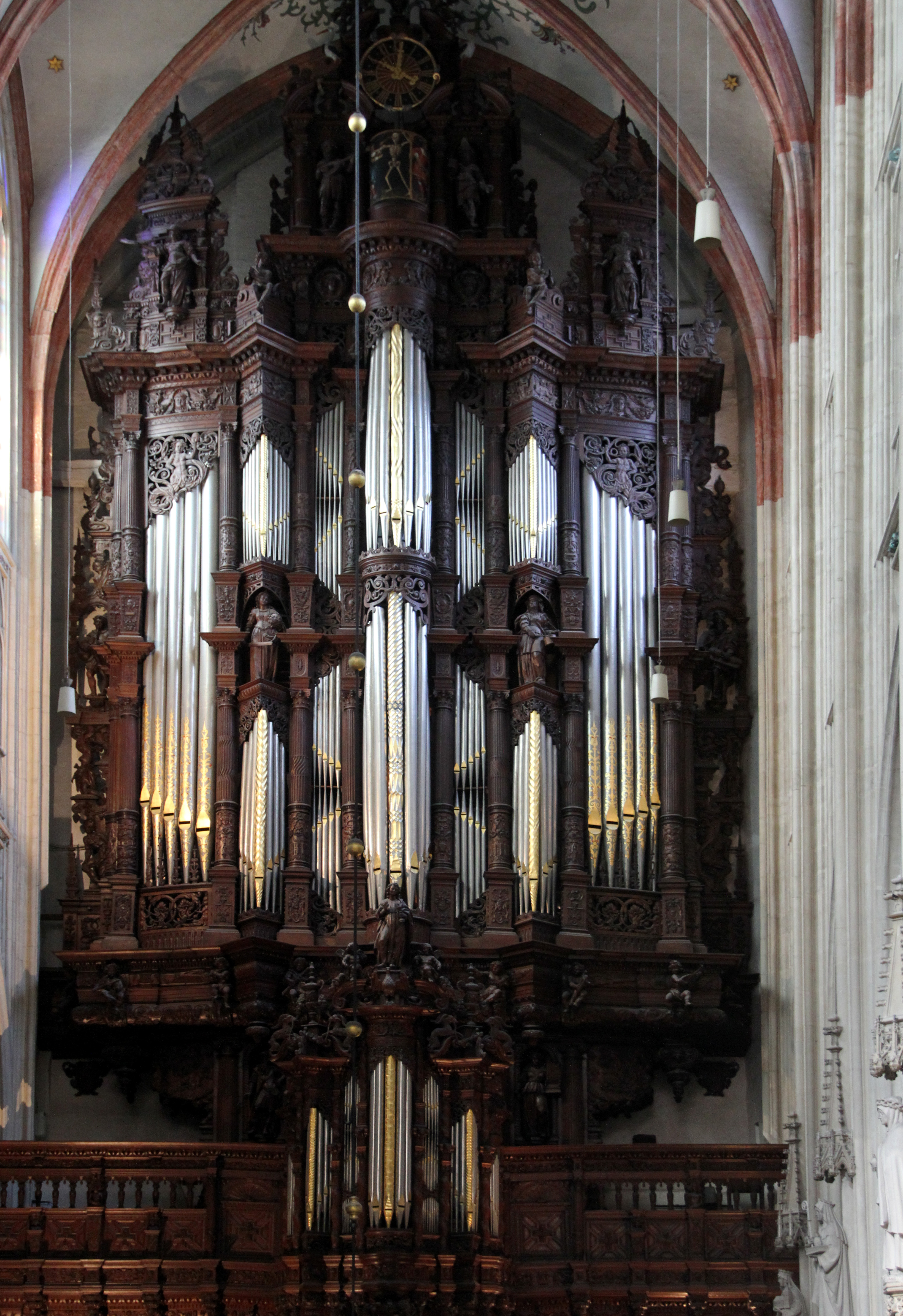
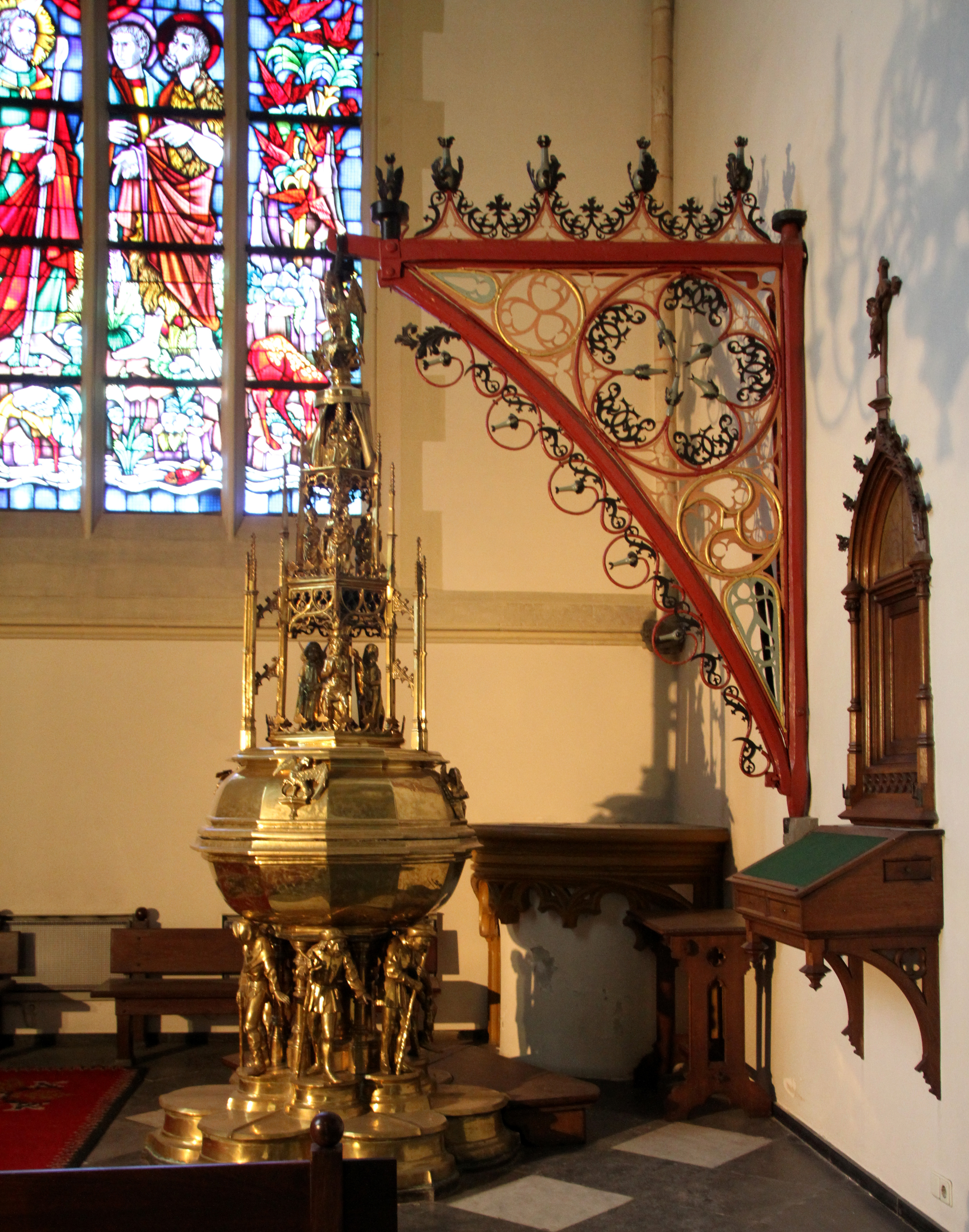